# François Rozier
 (août 2020).
Pour les articles homonymes, voir Rozier.
François Rozier, né le  23 janvier 1734 à Lyon (paroisse Saint-Nizier) et mort dans la nuit du 28 au  29 septembre 1793 dans cette même ville, est un botaniste et un agronome français.

## Biographie
Fils d'Andrée Tollin et Antoine Rozier, écuyer, conseiller du roi, contrôleur provincial des guerres au département de Touraine, François Rozier est chevalier de l'église de Lyon (c'est-à-dire chanoine de l'église primatiale), prieur commendataire de Nanteuil-le-Haudouin et seigneur de Chevreville.
Il fait ses études au collège des Jésuites à Villefranche-sur-Saône et entre au séminaire de Saint-Irénée de Lyon. Il préfère se consacrer à la science et refuse d’entrer au grand séminaire. Ordonné prêtre, mais sans vocation, il prend pour le compte de son frère aîné la régie d’un domaine situé au bourg de Sainte-Colombe sur les bords du Rhône, près de Vienne, après la mort de leur père en 1757. Il y convie à des séances d'herborisation ses amis, comme Marc Antoine Louis Claret de La Tourrette et Jean-Emmanuel Gilibert. Il rencontre alors Claude Bourgelat, qui inaugure alors l'école vétérinaire de Lyon. Rozier y devient en 1761 professeur de botanique et de matière médicale. Il y réalise un grand jardin botanique. Il devient en 1765 directeur de l’enseignement. Bourgelat, devenu directeur de l’école d’Alfort, offusqué par les succès de Rozier, le fait révoquer par le ministre Bertin en 1765.
Il retourne alors sur le domaine familial où il a la visite de Jean-Jacques Rousseau. Avec son ami Claret de la Tourrette, il compose les Démonstrations élémentaires de botanique en y combinant les principes de Tournefort et de Linné, et en mettant en avant les vertus des plantes.
Il vient à Paris, employé à la rédaction du Journal de physique et d’histoire naturelle, fondé par Jacques Gautier d'Agoty, périodique dont il devient propriétaire en 1771 et qu'il rebaptise sous le titre de Journal d’observations sur la Physique, l’Histoire naturelle et sur les Arts et Métiers. Son neveu, l'abbé Mongez, minéralogiste reconnu, le dirige un temps avant de se joindre à l'expédition de Lapérouse.
En 1775 et 1776, l’abbé Rozier publie les Tables des Mémoires de l’Académie des Sciences (depuis sa fondation jusqu’en 1770, en 4 vol. in-4°). Anne Robert Jacques Turgot l’envoie en 1775 dans le sud de la France pour y étudier les productions locales puis, en 1777, aux Pays-Bas, accompagné par Nicolas Desmarest, pour y étudier les moulins. Il commence à vivre honorablement, et l’indépendance qu’il désire tant lui arrive d’un séjour en Pologne, auprès du roi Stanislas Auguste, pour fonder un jardin et une chaire de botanique. Prieur de l’abbaye de Nanteuil-le-Haudouin en 1779, il commence son Cours complet d’agriculture, puis il revient à Lyon en 1786 ; il y accepte la direction de l’école pratique d’agriculture, et il assume la direction de la Pépinière de la Province.
Il s’intéresse en particulier au vin (il gagne un prix proposé par la Société d’agriculture de Limoges, à ce sujet, en fait un traité en 1770, in-8°), à la navette et au colza (1774). Il est admis à l’Académie de Lyon. Il s’installe en 1779 près de Béziers (domaine de Beauséjour) où il rédige son Cours complet d'agriculture… ou Dictionnaire universel l'agriculture, par une société d'agriculteurs (douze volumes dont neuf dirigés et en partie rédigés par lui, 1781-1800). Avec ce travail, Rozier a rendu de grands services à l'agriculture. Il fut un précurseur dans bien des domaines. Ses sentiments « philosophiques » lui valurent les persécutions des envieux et des ignorants. L'évêque de Béziers, Aymar Claude de Nicolaï, alla même jusqu'à faire passer une route à travers sa propriété aux frais de la province. En 1786, Rozier acceptera la direction de l'école d'agriculture à Lyon. Il revient à Lyon quelques années plus tard et assiste, enthousiaste, au début de la Révolution. Il sollicite auprès des deux premières assemblées la création d'une école nationale d'agriculture.
Pendant la Révolution, il est curé constitutionnel de la paroisse Saint-Polycarpe de Lyon. Il meurt lors du siège de cette ville, écrasé dans son lit par une bombe. Les deux derniers volumes du Cours Complet paraîtront de manière posthume, en 1796 et en 1798. En 1801 sera publié son Traité théorique et pratique sur la culture de la vigne, avec l'art de faire le vin, les eaux-de-vie, esprit de vin, vinaigres…

## Hommages
Il existe une rue de l'Abbé-Rozier à Lyon, à l’angle de la rue Donnée entre les rues René Leynaud et des Capucins.

## Publications

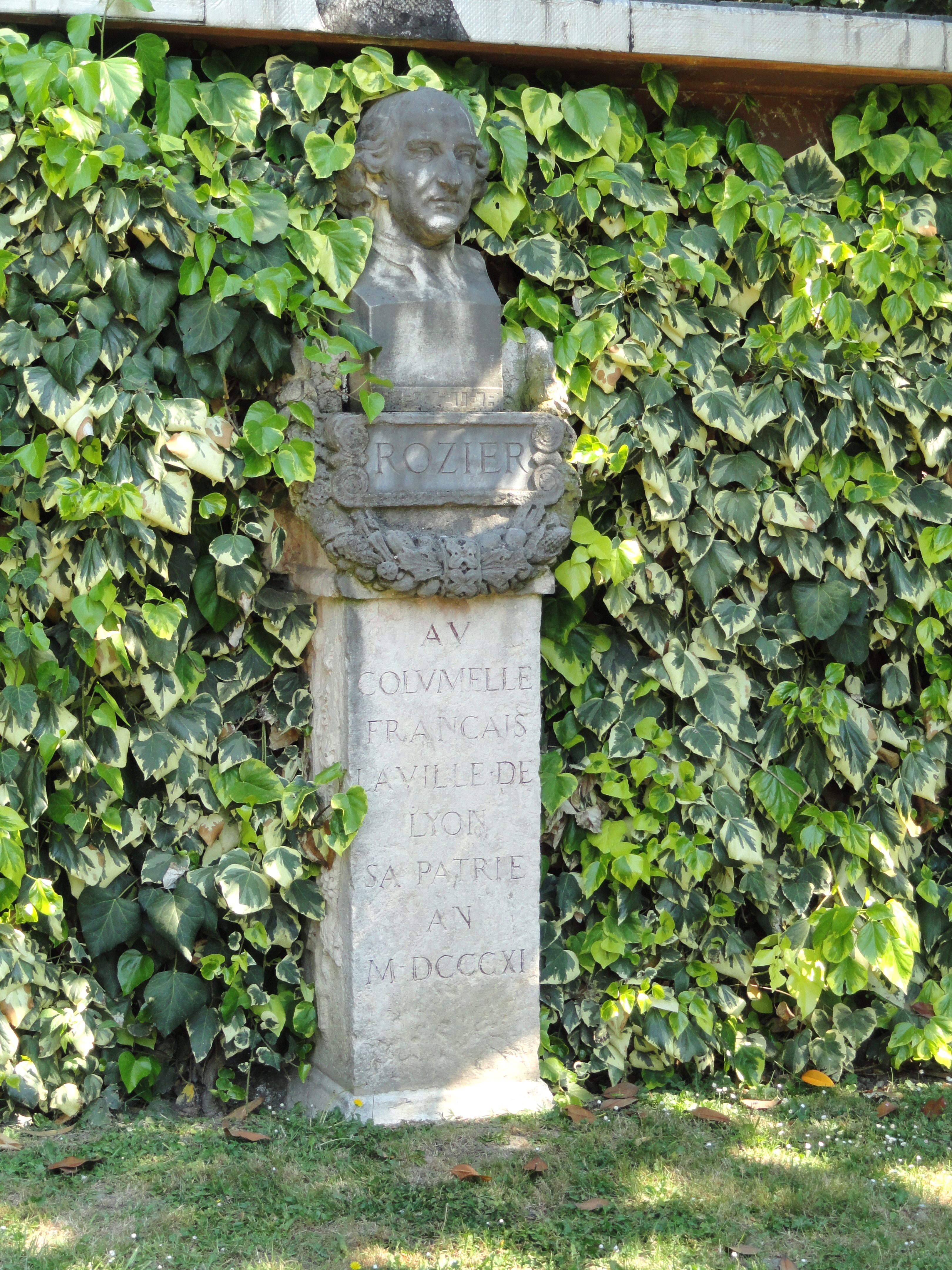
Le Columelle français
Parc de la Tête d'Or, Lyon
Sculpteur R. Benoist
Buste original de Joseph Chinard/

- Avec Marc-Antoine-Louis Claret de la Tourrette, Démonstrations élémentaires de botanique, contenant les principes généraux de cette science, l’explication des termes, les fondemens des méthodes, et les élémens de la physique des végétaux ; la description des plantes les plus communes, les plus curieuses, les plus utiles, rangées suivant la méthode de M. de Tournefort et celle du chevalier Linné, leurs usages et leurs propriétés dans les arts, l’économie rurale, dans la médecine humaine et vétérinaire ; ainsi qu’une instruction sur la formation d’un herbier, sur la dessiccation, la macération, l’infusion des plantes..., 1766 ; 2e éd., 1773, 2 vol. in-8° ; 3e éd. (corrigée et considérablement augmentée), Lyon, Bruyset frères, 1787, 3 vol. in-8° ; 4e éd. en 1793, 4 vol. ; Lyon, Bruyset aîné, 1796, 2 vol. in-4°[3]
- Mémoire sur la meilleure manière de faire et de gouverner les vins de Provence, soit pour l'usage, soit pour leur faire passer les mers, qui a remporté le prix au jugement de l'Académie de Marseille, en l'année 1770, Marseille, F. Brébion, 1771 ; édition augmentée, Lausanne et Lyon, L. Rosset, 1772
- Démonstrations élémentaires de botanique, à l'usage de l'École royale vétérinaire, Lyon, Jean-Marie Bruyset, 1773, 2 vol.
- Observations sur la physique, sur l'histoire naturelle et sur les arts…, Paris
- Cours complet d'agriculture théorique, pratique, économique, et de médecine rurale et vétérinaire, suivi d'une Méthode pour étudier l'agriculture par principes, ou Dictionnaire universel d'agriculture, par une société d'agriculteurs, et rédigé par M. l'abbé Rozier, Paris, rue et hôtel Serpente (t. I-VII), chez Delalain fils (t. VIII), chez Moutardier (t. IX-X), 1781-1800, 10 vol. in-4° ; les tomes 9 et 10 paraissent après la mort de Rozier ; en 1805, deux volumes supplémentaires paraissent (Paris, Marchant, 2 vol. in-4°)
  - Numérisation Wikisource
  - Cours complet d'agriculture, théorique, pratique, économique, et de médecine rurale et vétérinaire, t. X, rédigé par les citoyens Chaptal, Conseiller d'État et membre de l'Institut National, Dussieux, Lasteyrie et Cadet-de-Vaux, de la Société d'Agriculture de Paris, Parmentier, Gilbert, Rougier-Labergerie, et Chambon de l'Institut National. Librairie d'Éducation, des Sciences et des Arts, Paris, An VIII, 1800
- Nouvelle table des articles contenus dans les volumes de l'Académie royale des sciences de Paris depuis 1666 jusqu'en 1770 : dans ceux des Arts et métiers publiés par cette Académie, et dans la collection académique, 1776[4]
- Traité théorique et pratique sur la culture de la vigne, avec l'art de faire le vin, les eaux-de-vie, esprit de vin, vinaigres, Paris, Delalain, 1801, 2 vol.
- Dictionnaire d’agriculture et d’économie rurale, Nîmes, J. Gaude, 1804, 2 vol. en 1 tome in-4°.